# Kováts Margit

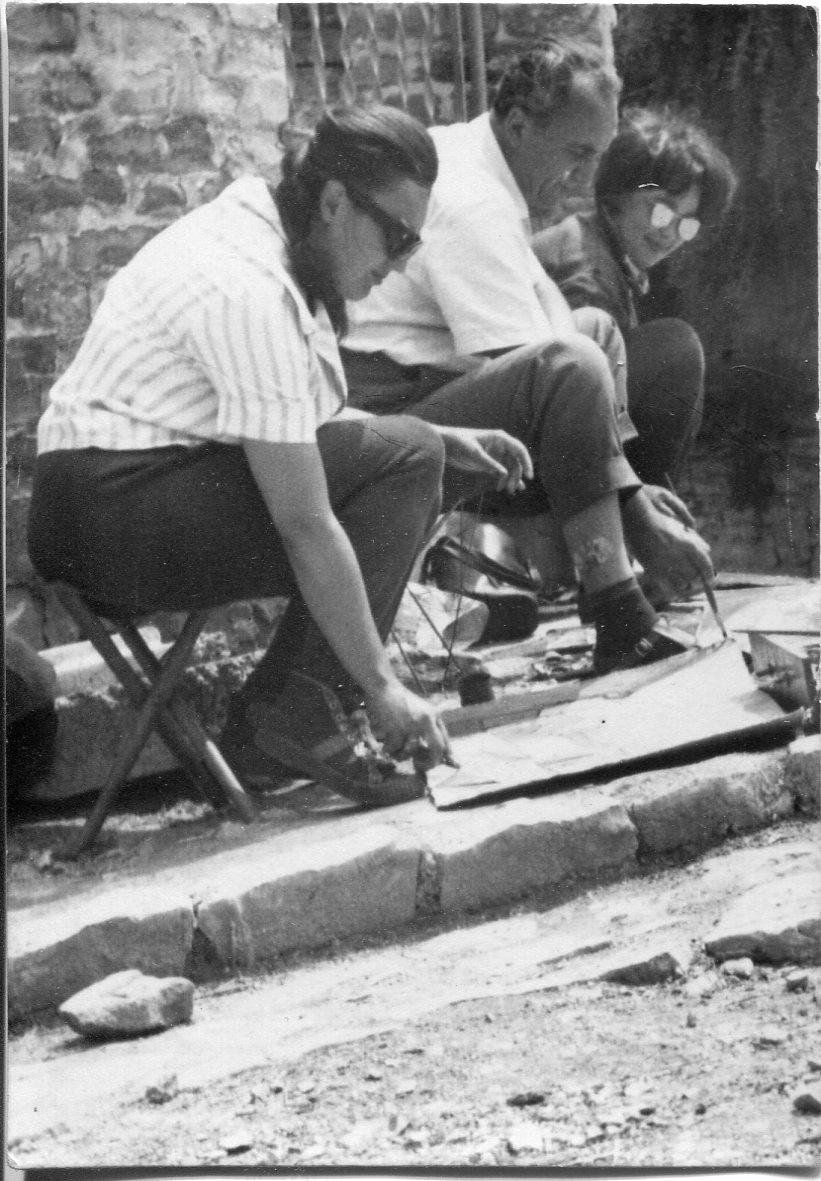
Sz. Kováts Margit a váci művésztelepen, a 60-as évek elején

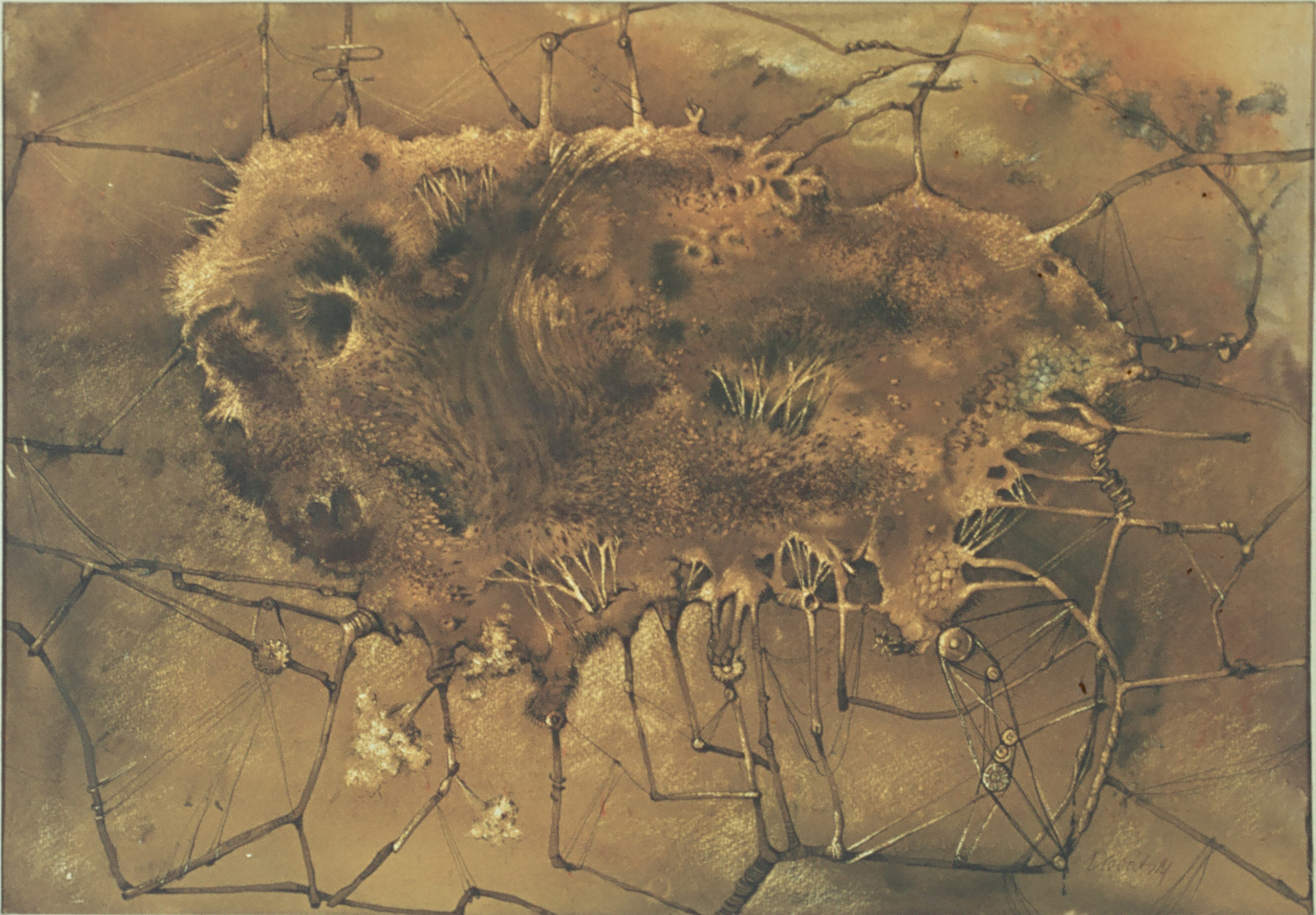
A technika születése 42 x 60 cm. vegyes technika

Kováts Margit (Sz. Kováts Margit, Szűcsné Kováts Margit) (Mindszent, 1930. október 19. – Szeged, 1997. július 4.) festőművész, grafikus, rajztanár.
A szegedi képzőművészet ismert alakja, aki a szocializmus idején is megőrizte egyéni hangját. Festőművész férjével az 1960-80-as években Szeged értelmiségi életének meghatározó szereplői voltak.
Stílusa: organikus szürrealizmus.

## Pályafutása
Mindszenten született, de gyermekkorát Csongrádon töltötte. Szegeden, a Juhász Gyula Tanárképző Főiskolán szerzett biológia-földrajz-rajz szakos diplomát. Mestere Vinkler László volt.
1951-1957-ig tanársegédként dolgozott Vinkler mellett a főiskola rajz tanszékén, majd 1957-ben vele együtt bocsátották el onnan.
A rajz tanszéken ismerte meg későbbi férjét, Szűcs Árpád festőművészt.
1957-1968-ig a szegedi Zrínyi Ilona általános iskola rajztanára volt. 1969-től nyugdíjazásáig a szegedi Ságvári Endre Gyakorló Általános Iskolában tanított rajzot.
Művészetére kezdetben nagy hatással volt Munkácsy Mihály és nagymamájának testvére, Nagy Vilmos festőművész modora. Később, a saját hang keresése során az impresszionistákhoz és posztimpresszionistákhoz közeledett.
1960-tól sötét tónusú ceruzarajzokat, a 60-as évek közepétől kollázsokat készített. Ekkortól jelentek meg szürrealista, fekete golyóstollrajzai.
1965 után tért át a csurgatásos vegyes technikára, először akvarell papír, később farost lemez alapra.
„Csurgatom a festéket a papíron és közben látom meg az anyagban rejlő témát. Az első fázisban szándékosan elhagyom magam, s amikor bennem kialakult az anyag sugallta téma, akkor komponálom meg tudatosan. A kidolgozásban már a tus, a penge is segítségemre vannak. Megfigyeltem azonban, hogy akármennyire átengedem magam a „véletlennek”, végül is az kerül papírra, ami éppen akkor foglalkoztat.”
Sz. Kováts Margit tagja volt a Spirál csoportnak, melynek tagjai szegedi modern festők, Sz. Kováts mellett Lehel István, Szűcs Árpád, Veres Mihály és Vinkler László voltak. 1971-ben az utolsó pillanatban tiltották be közös kiállításukat.
1971-ben barátaikkal megalapították az Eltérítők Asztali Társaságát.
1983-ban meghívást kapott Mezei Ottó művészettörténésztől az 1983. február 20-án, Szegeden nyíló Új Művészetért 1960-75 kiállításra. A gyűjtemény a magyar avantgarde törekvéseket próbálta átfogni, egészen a kezdetektől. Mezei A technika születése című festményét válogatta be. Műve együtt szerepelt Kondor Béla, Ország Lili, Korniss Dezső, Bálint Endre és más, mára már klasszikussá vált művészek alkotásaival.
1996. június 7-én nyílt családi kiállítás a szegedi Móra Ferenc Múzeum Képtárában férjével, Szűcs Árpád festőművésszel és lányával, Szűcs Édua karikaturistával közösen. A tárlatot Bereczky Loránd művészettörténész nyitotta meg.
2011. május 5-én a budapesti Bálint Házban nyílt emlékkiállítása Egy festék, két ecset címmel, ahol műveivel együtt szerepeltek lánya, Szűcs Édua szatirikus festményei is. A tárlatot Gábor György filozófus nyitotta meg.

## Emlékezete

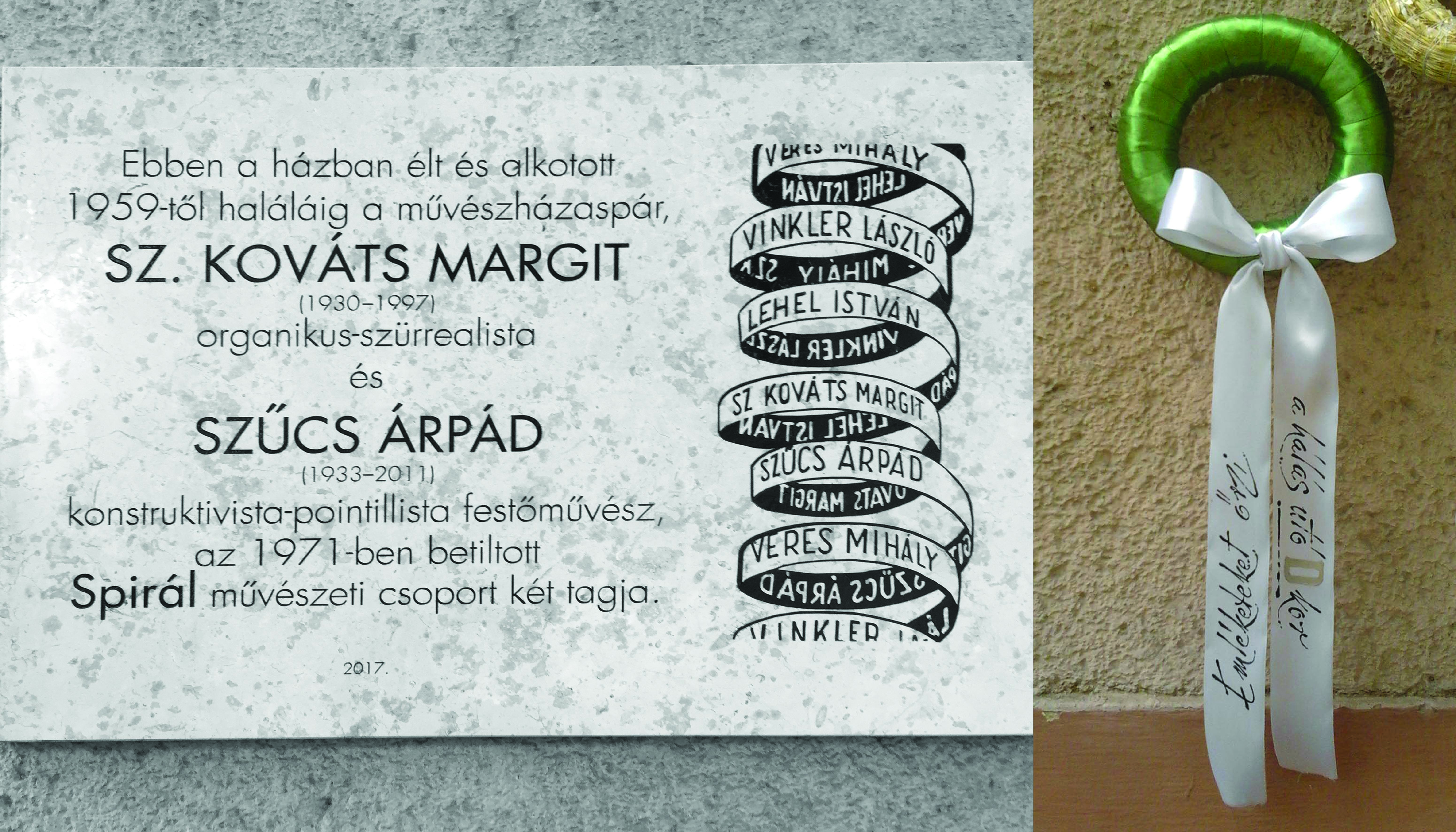

A művészházaspár emlékét tábla őrzi Szegeden, a Sóhordó utca 10. számú ház falán.
Sírhelye Tolna-Mözsön, a református temetőben található.

## Családja
Szülei Kováts László gimnázium igazgató, Pomothy Margit 
Testvérei Kováts Levente, Kováts Emese, Kováts Botond, Kováts Attila
Gyermekei Szűcs Lilla Csilla, Szűcs Édua karikaturista

## Képzőművészeti tevékenysége

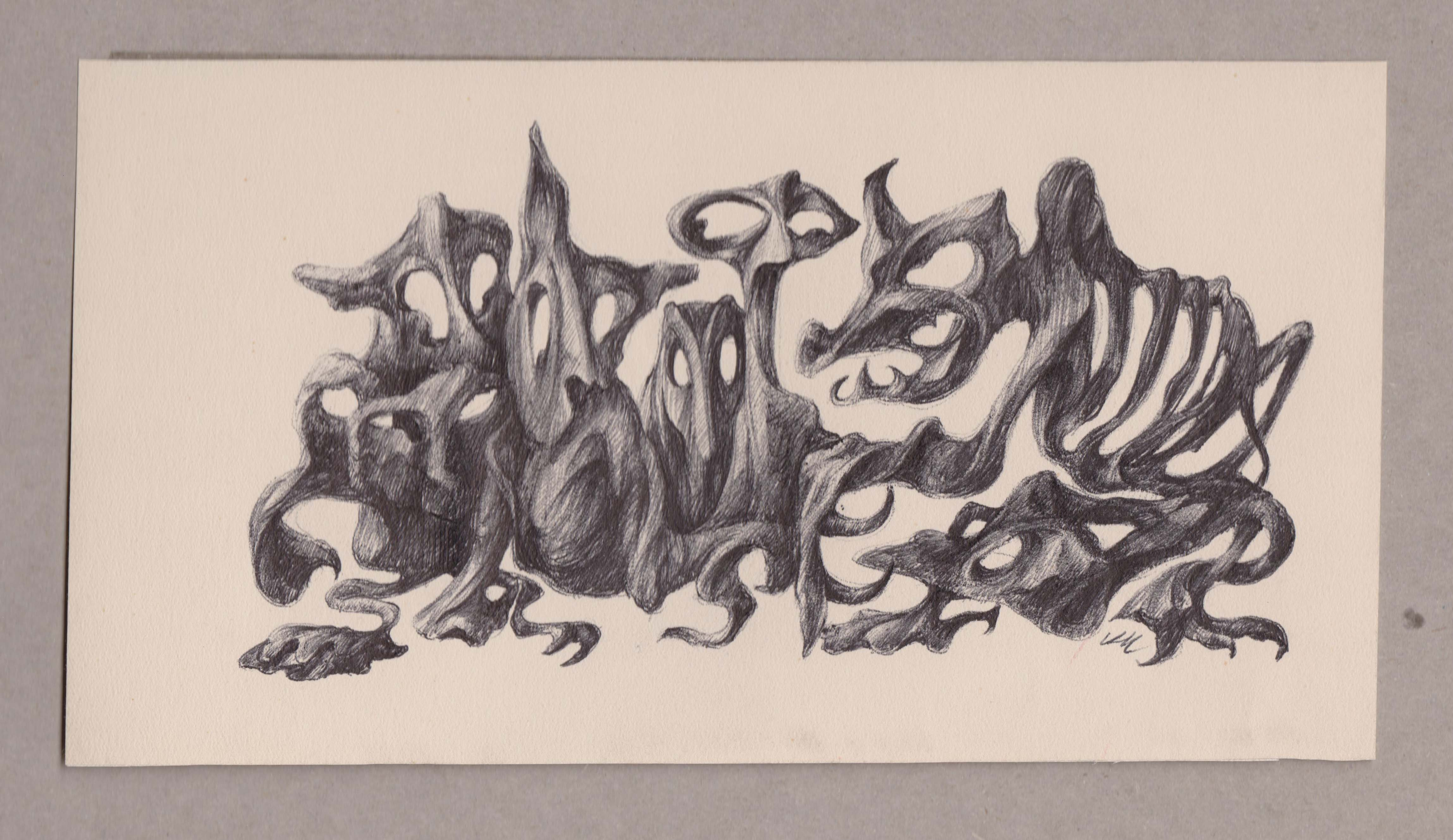
Félelem 11 x 21 cm. fekete golyóstoll

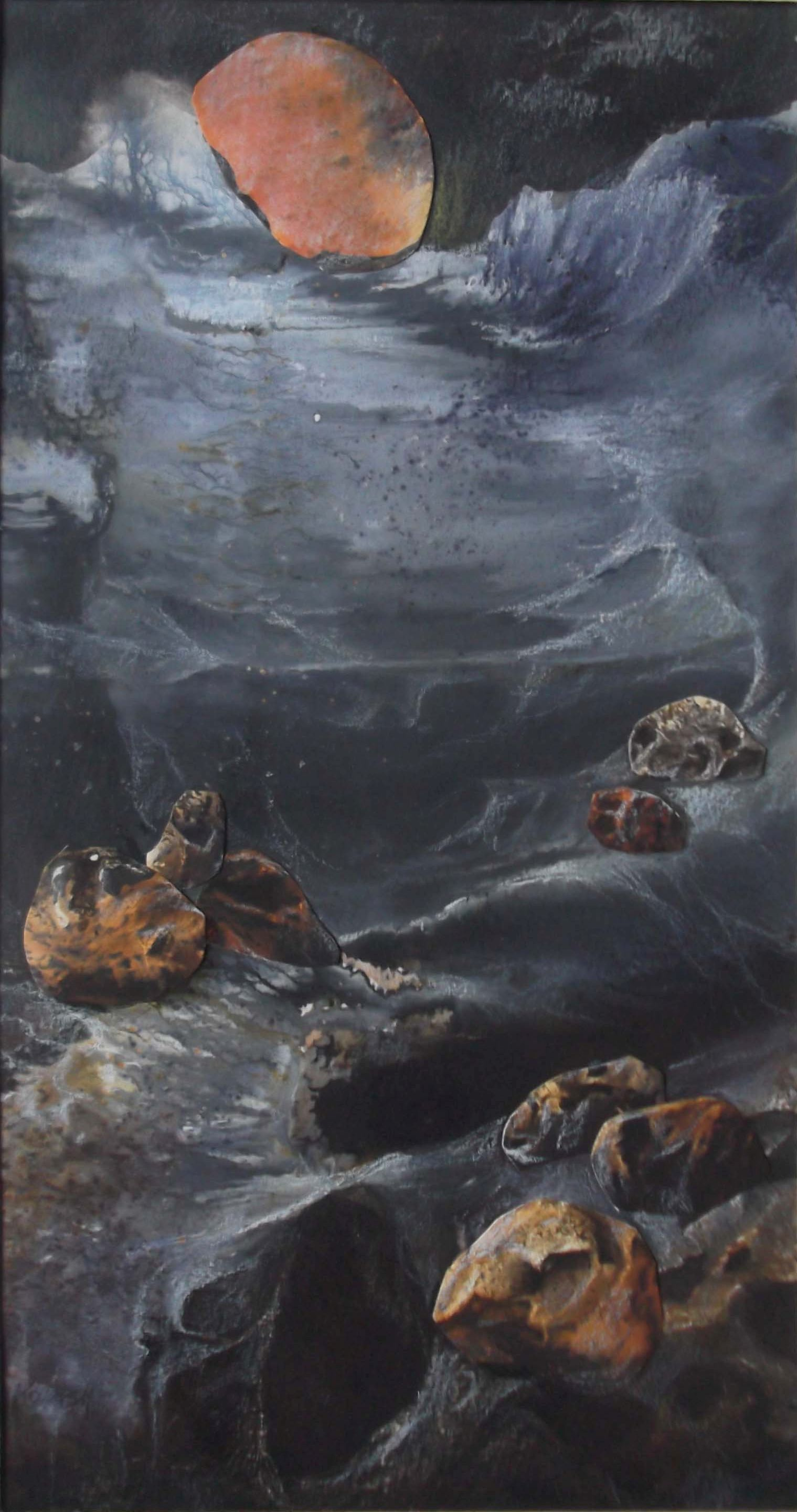
Hold-táj 33 x 17 cm. kollázs

### Közgyűjteményben lévő alkotások
Polip (vegyes technika) Móra Ferenc Múzeum, Szeged
Erdőtűz (vegyes technika) Móra Ferenc Múzeum, Szeged  

### Egyéni kiállítások
1970. Szeged, Móra Ferenc Múzeum
1978. Szeged, Sajtóház Művészklub
1979. Szeged, Horváth Mihály utcai Képtár
1983. Szeged, Horváth Mihály utcai Képtár
1983. Szentes, Koszta József Múzeum
1985. Kiskunhalas
1987. Szeged,Bartók Béla Művelődési Központ
1997. Budapest, Flamenco Hotel

### Családi közös kiállítások
1987. Sárvár, Nádassy-vár
1989. Hódmezővásárhely, Petőfi Sándor Művelődési Központ
1996. Szeged, Horváth Mihály utcai Képtár

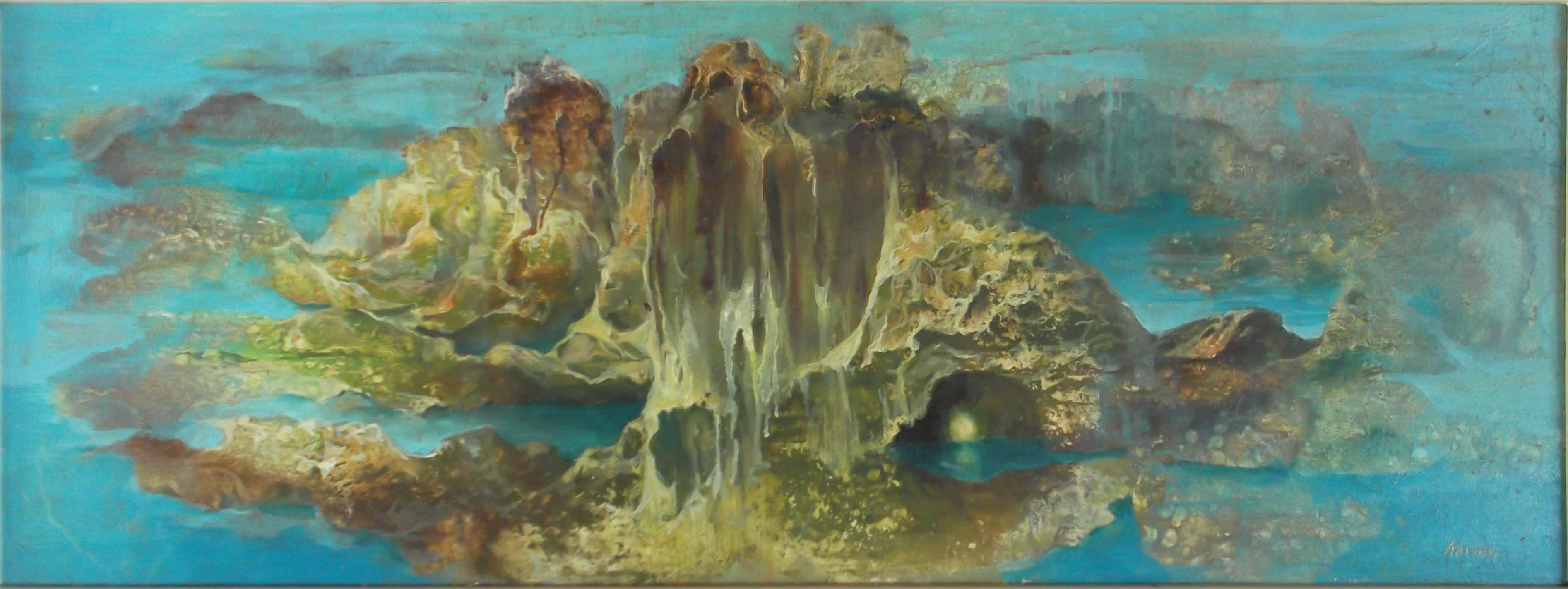
Tűzgolyó 30 x 80 cm. olaj, farost

### Csoportos kiállítások
1962. Rajzpedagógusok tárlata
1963. Rajztanárok kiállítása
1964. Rajztanárok kiállítása
1964. Szegedi képzőművészek kiállítása
1965. Rajztanárok kiállítása
1966. Szegedi Téli Tárlat
1968_69. Szegedi Téli Tárlat
1969. Rajzpedagógusok kiállítása
1970. Szabadkai és Szegedi Művészek Tárlata
1970_71. Szegedi Téli Tárlat
1972. Marosmenti Művésztelep
1973. JGYTF Rajztanszék V. Képzőművészeti Kiállítás
1973. Marosmenti Művésztelep
1973. Szegedi Nyári Tárlat
1975. Délalföldi Tárlat
1975. Marosmenti Művésztelep
1986. Szeged Képzőművészete 1960-1985.
1995. Szegedi Nyári Tárlat
1996. Ómoravica Művésztelep

### Emlékkiállítások Magyarországon
1997. Szolnok, Damjanich János Múzeum
2000. Szeged, Bálint Sándor Művelődési Ház
2002. Csongrád, Aranysziget Otthon
2003. Mindszent, Tisza Művelődési Ház
2010. Szegvár, Művelődési Ház 
2011.Szeged, EDF Galéria
2011. Budapest, Bálint Zsidó Közösségi Ház 

### Emlékkiállítások külföldön
2006. Léva, Tekovské Múzeum
2007. Ipolyság, Honti Múzeum Simonyi Galéria

### Művésztelepek
Vác (1962, 1965, 1966)
Veszprém (1963, 1964)
Sopron (1967)
Pécs (1968)
Sárospatak (1970)
Nagykapornak (1972)
Makó (1974)
Kőszeg (1980)
Gyula (1983, 1985)
Ómoravica/Vajdaság (1996, 1997)

## Díjai
- 1995. Szegedi Nyári Tárlat különdíj